# Digonogastra busckii
Digonogastra busckii är en stekelart som först beskrevs av Sievert Allen Rohwer 1913.  Digonogastra busckii ingår i släktet Digonogastra och familjen bracksteklar. Inga underarter finns listade i Catalogue of Life.